# Michael Parker (Politiker)

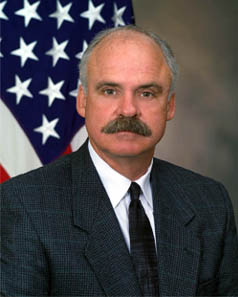
Michael Parker (2001)

Michael Parker  (* 31. Oktober 1949 in Laurel, Jones County, Mississippi) ist ein US-amerikanischer Politiker. Zwischen 1989 und 1999 vertrat er den vierten Wahlbezirk des Bundesstaates Mississippi im US-Repräsentantenhaus.

## Werdegang
Michael Parker besuchte bis 1967 die Franklin County High School in Meadville und danach bis 1970 das William Carey College in Hattiesburg. Danach war er als Geschäftsmann in verschiedenen Branchen tätig. So war er unter anderem Beerdigungsunternehmer, Leiter einer Versicherungsgesellschaft und Chef einer in der Holzverarbeitungsbranche tätigen Firma.
Ursprünglich war Parker Mitglied der Demokratischen Partei, als deren Kandidat er 1988 im vierten Distrikt von Mississippi in das US-Repräsentantenhaus in Washington gewählt wurde. Dort trat er am 3. Januar 1989 die Nachfolge von Wayne Dowdy an. Im Jahr 1992 wurde er in diesem Amt bestätigt. Aber bereits während dieses Wahlkampfs entfernte sich Parker als sehr konservativer Demokrat von seiner Partei. So verweigerte er dem Präsidentschaftskandidaten Bill Clinton die Unterstützung. Trotzdem wurde er 1994 noch einmal als Demokrat in den US-Kongress gewählt. Im Jahr 1995 vollzog er den Wechsel zur Republikanischen Partei. 1996 wurde er dann als Republikaner in das Repräsentantenhaus gewählt.
1998 verzichtete Parker auf eine weitere Kandidatur für den Kongress. Stattdessen bewarb er sich erfolglos für das Amt des Gouverneurs von Mississippi. Nach dem Regierungsantritt von Präsident George W. Bush wurde Parker im Armeeministerium mit der zivilen Leitung des Army Corps of Engineers betraut. Diese Armee-Einrichtung überwacht unter anderem die Flüsse und deren Deichanlagen in den Vereinigten Staaten. Schon im Jahr 2002 wurde Parker von diesem Posten wieder abberufen, weil er sich in Detailfragen mit der Regierung Bush überwarf. Danach war Parker in Washington als Lobbyist tätig, der sich vor allem mit Infrastrukturmaßnahmen befasste.